# Rue des Portes-Blanches
La rue des Portes-Blanches est une voie du 18e arrondissement de Paris, en France.

## Situation et accès
La rue des Portes-Blanches est une voie publique située dans le 18e arrondissement de Paris. Elle débute au 71, rue des Poissonniers et se termine au 2, rue Boinod.

## Origine du nom
Elle porte le nom d'un ancien lieu-dit.

## Historique
Cette voie de l'ancienne commune de Montmartre a porté le nom de « chemin de la Croix-Moreau ».
La rue des Portes Blanches s'étendait autrefois entre les rues Poissonniers et du Ruisseau. Le tronçon compris entre les rues Boinod et du Ruisseau a été absorbé par les rues Ordener et du Poteau.
Elle est classée dans la voirie parisienne par un décret du 23 mai 1863.